# Rubén González Rocha
Rubén González Rocha, genannt Rubén (* 29. Januar 1982 in Santiago de Compostela) ist ein spanischer Fußballspieler.

## Karriere

### Verein
Rubén González begann seine Profikarriere bei Real Madrid Castilla. Dort erhoffte sich der gebürtige Galicier, sich für die erste Mannschaft zu empfehlen, doch in den Jahren 2002 bis 2004 kam er nur auf drei Einsätze für "Los Blancos". Nachdem er die Rückrunde der Saison 2003/04 auf Leihbasis bei Borussia Mönchengladbach verbracht hatte, wurde er 2004/05 an den Zweitligisten Albacete Balompié verliehen. Nach einer weiteren Saison in der 2. Mannschaft von Real wechselte er schließlich in der Saison 2006/07 zum Erstligisten Racing Santander. Nach einer sehr starken Saison in der Startelf gab er jedoch dem Angebot des Zweitligisten Celta Vigo den Vorzug.

### Nationalmannschaft
Der langjährige Juniorennationalspieler gewann 1999 mit der spanischen U-16-Auswahl die Europameisterschaft und nahm Ende des Jahres mit dem U-17-Team an der U-17-Fußball-Weltmeisterschaft 1999 in Neuseeland teil, als die spanische Mannschaft in der Vorrunde an Mexiko und Ghana scheiterte.